# Letramento

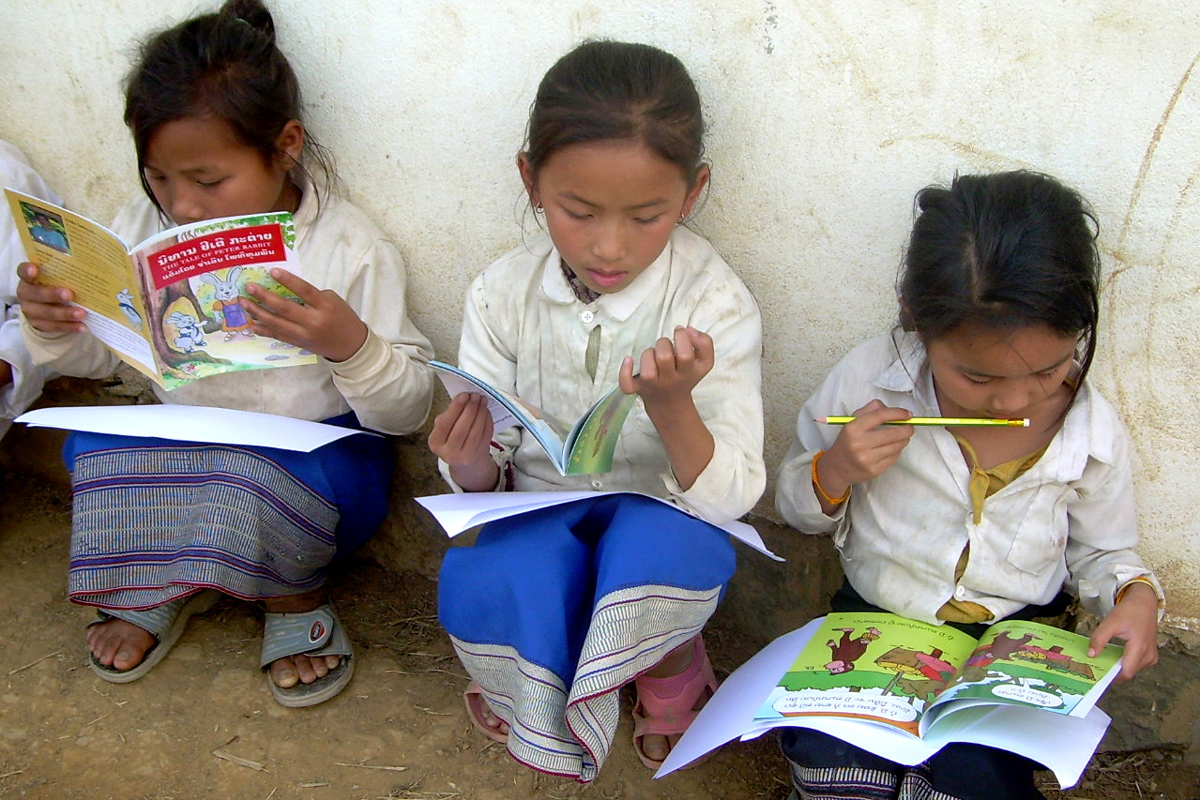
Três meninas do Laos sentadas fora de sua escola, cada uma absorvida pela leitura de um livro que receberam em uma festa de livros numa escola rural.

Compreende-se  por letramento (português brasileiro) ou literacia (português europeu) o resultado da ação de ler e escrever, entendendo a linguagem como prática social. Desse modo, os sujeitos apropriam-se da escrita,  criticamente, com a finalidade de interagirem e agirem nos diversos contextos sociais. A prática, nesse contexto, é um fenômeno social que não se limita somente ao espaço e às relações escolares, mas abrange uma nova visão sobre as modalidades de leitura e escrita. No entanto, a partir do momento em que as práticas de linguagem surgiram em espaços digitais, se considerou outras práticas de linguagem.
Nesse contexto, surge um novo sentido para o adjetivo letrado, que significava apenas aquele que é versado em letras ou literatura; literato, letrado. Entretanto, a partir do desenvolvimento dos estudos de letramento, letrado passa a ser o sujeito que domina as práticas de leitura e escrita. Freire defendeu a inseparabilidade entre a leitura da palavra e a leitura do mundo, contribuindo assim para uma abordagem social e política da alfabetização e do letramento numa perspectiva critica. Não sendo aquele que só sabe ler e escrever (atributo daquele que é alfabetizado), mas quem também faz uso competente e frequente da leitura e da escrita, uma vez que o indivíduo letrado apropria-se da escrita. Fala-se, desse modo, no letramento como ampliação do sentido de alfabetização e como prática social que favorece, por parte dos sujeitos, a interpretação e produção social de discursos, bem como a compreensão de seus engajamentos em eventos e práticas de letramento. Assim, pode-se dizer que há um contínuo entre alfabetização e letramento, de modo que a proposta é que se alfabetize letrando.
Os estudos do letramento possuem dois enfoques importantes de compreensão, os quais visam a entender as práticas sociais de linguagem, na perspectiva autônoma e na ideológica. O letramento autônomo está atrelado, em especial, a questões técnicas, isto é, não leva em consideração os aspectos contextuais das práticas, tendendo, assim, à funcionalidade e aos aspectos formais da língua. Assim, nesse modelo, o foco se dá às capacidades individuais no âmbito da técnica, quando da produção e compressão de texto. Por outro lado, o letramento ideológico, por sua vez e diferentemente do viés autônomo, compreende o contexto como um elemento importante, uma vez que se entende que as práticas de linguagem estão ancoradas em estruturas culturais e de poder, pois estas são sócio e historicamente situadas. Portanto, compreender o sujeito letrado por meio da última perspectiva, é entender que ele faz uso social da leitura e escrita, e não apenas codifica e decodifica, mas vai além, compreende os variados contextos de produção de sentido, fortifica suas identidades e é agente ativo na promoção de uma mudança social. Nesse contexto, é necessário, ainda, fazer diferenças e aproximações entre o que se chama de eventos e práticas de letramento.

## Eventos e práticas
No que diz respeito aos eventos de letramento, foi a antropóloga norte-americana Shirley Brice Heath que primeiro os usou como unidade de análise. Assim, entende-se por eventos de letramento os fenômenos mais observáveis de leitura e escrita, ou seja, são situações, contextos em que a escrita é parte crucial na natureza do processo interativo entre os sujeitos. Além disso, esses eventos possuem regras definidas, diferenciando, assim, o modo como se processam. Dessa forma, tais regras são determinadas a partir de situações distintas de ocorrência da interação com o texto dos objetivos propostos bem como dos papéis dos agentes sociais envolvidos. Nesse contexto e a partir dessa perspectiva, o pesquisador pode investigar, caracterizar e descrever como, quando e onde indivíduos escrevem ou leem.
Do mesmo modo, tomando um sentido mais amplo, as práticas de letramento, conceito criado por Brian Street a partir dos eventos de letramento, referem-se aos conhecimentos sócio e culturalmente mobilizados na construção de significados em contexto de leitura e de produção escrita. Nesse contexto, tais práticas são múltiplas e diversificadas, uma vez que levam em consideração, por um lado, os modos como os sujeitos e grupos sociais integram a escrita e a leitura em seu cotidiano e, por outro, os processos de interpretação usados pelos sujeitos.

## Novos estudos
Em contrapartida, no início dos anos de 1990, as novas Tecnologias de Informação e Comunicação se popularizaram para o consumo. Dessa forma, duas perspectivas teóricas surgem nos estudos de letramento. Se por um lado elas se aproximam, uma vez que ambas reconhecem que a leitura e a escrita são práticas plurais, por outro elas se diferenciam pela forma como compreendem tal pluralidade. A perspectiva intitulada de letramentos múltiplos entende a existência da multiplicidade de práticas de letramento envolvendo a leitura e a escrita, resgatando os estudos de gêneros do discurso e problematizando o surgimento de gêneros do discurso nos espaços digitais.
Já a perspectiva dos multiletramentos surge com um grupo de professores-pesquisadores que já trabalhavam com discussões sobre conflitos étnico-raciais, de gênero e outras formas de inclusão escolar, a partir do multiculturalismo crítico. Tais professores reuniram-se, em 1996, durante um colóquio em Londres e resolvem criar um grupo que pensaria como inserir as novas Tecnologias de Informação e Comunicação no ensino de línguas por meio do manifesto A Pedagogy of Multiliteracies: designing social future. O New London Group (ou Grupo de Nova Londres), atentando a uma vasta gama de práticas sociais de linguagem, propõe dois significados para o prefixo "multi". O primeiro está atrelado ao trabalho, já desenvolvido por eles, de pensar como incluir a diversidade de grupos socioculturais presentes na sala de aula, compreendendo que também cabe à escola, por meio de uma pedagogia sensível às demandas desses grupos, trabalhar os conflitos existentes na sala de aula, a partir do multiculturalismo crítico. Desse modo, o segundo significado de "multi" está relacionado à multiplicidade de linguagens, já que os sujeitos leem e valem-se, no processo de produção escrita, de várias modalidades (grafia, imagens, sons, gestos, cores, fontes etc.), sejam essas multimodalidades mobilizadas na interação em espaços online ou offline.

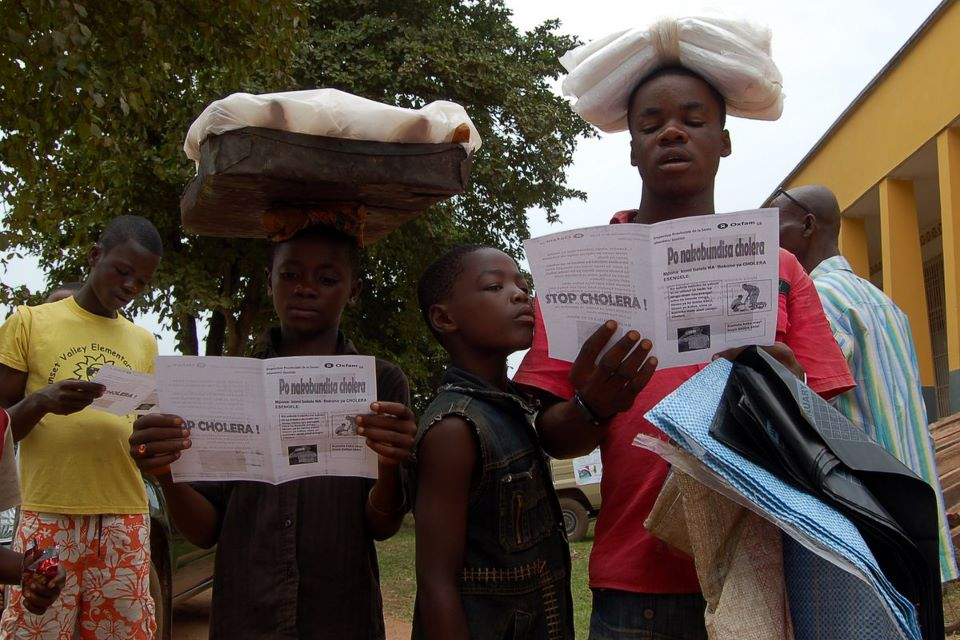
Oxfam do Leste da África: crianças leem folhetos de prevenção contra a cólera.

Não obstante, a partir da perspectiva dos multiletramentos, outros estudos de letramento surgiram, como o letramento: digital, visual, matemático, literário, musical, crítico, de reexistência, científico, cartográfico, acadêmico etc., e tais diversidades vem sendo objeto de vários estudos. No entanto, todos esses estudos partem da ideia de que são muitos os fatores que interferem na aprendizagem de línguas e observamos que um dos resgates da pedagogia dos multiletramentos encontra-se na proposta de prática situada apontada por Paulo Freire, quando afirma que: "Na verdade, o domínio sobre os signos linguísticos escritos, mesmo pela criança que se alfabetiza, pressupõe uma experiência social que o precede – a da leitura do mundo", e que aqui chamamos de práticas de letramento.
Dessa forma, o professor tem um primordial papel no sentido de formar e transformar o aluno em um sujeito letrado e isso se dá por meio do ensino de práticas de letramento. Podem ser usados materiais mais convencionais como livros, revistas, jornais, entre outros e materiais mais modernos. Também existem muitos jogos, materiais lúdicos e brincadeiras que podem ser incorporados à leitura, tornando o aprendizado mais significativo e prazeroso ao aluno. Além disso, mais importante que decodificar símbolos (letras e palavras), é preciso compreender a como valer-se criticamente das linguagens, pois é assim que o sujeito exerce seus papeis na sociedade e tem mais oportunidades de agir no mundo de forma autônoma e crítica.

### Letramento multimodal
De acordo com Callow (1999), o conceito do verbo "ler" extrapolou a competência de decodificar apenas o código escrito, isto é, ganhou uma nova roupagem. As práticas de linguagem dentro e fora da sala de aula são diversas; e dentre uma infinidade de gêneros e de meios discursivos, o letramento multimodal merece destaque no ensino - uma vez que engloba a capacidade de ler e de compreender de forma crítica uma variedade de elementos multissemióticos que dialogam entre si, a fim de produzir sentido. Textos multimodais, segundo Kress e van Leeuwen (1996), são aqueles elaborados com mais de um código semiótico - imagem, palavra, gesto, som.  Embora o enfoque da maioria esteja baseado apenas na leitura de imagens, sobretudo após a publicação da Gramática do Design Visual (KRESS; VAN LEEUWEN, 1996), é importante destacar que, segundo Cope e Kalantzis (2006), ainda que construído sobre uma base logocêntrica, o texto escrito também pode ser classificado como multimodal, pois comporta intenções sociodiscursivas na cor da letra, tamanho, tipografia, etc.

## Por campo

### Letramento científico
Busca empregar o conhecimento cientifico para adquirir novos conhecimentos, identificando e explicando fenômenos científicos necessários para a tomada de decisões pessoais, participações em assuntos cívicos, culturais e de produtividade econômica. Significa que uma pessoa pode perguntar, encontrar ou determinar respostas e perguntas acerca da curiosidade cotidiana, descrevendo, explicando e prevendo fenômenos naturais. O letramento cientifico possibilita ao individuo se posicionar perante a sociedade, expressando suas posições científicas e tecnológicas, sendo capaz assim de não apenas compreender o mundo ao seu redor, mas também de transforma-lo.

### Letramento acadêmico
Letramento acadêmico, de acordo com Lillis e Scott (2007), é um campo de estudo que busca contribuições de diversas áreas e subáreas disciplinares como a linguística aplicada, a sociolinguística, a antropologia, a teoria sociocultural da aprendizagem e os estudos dos discursos para as práticas de escrita no contexto universitário. Os primeiros estudos para a formação desse campo são dos pesquisadores Lea e Street (1998).
Assim como os letramentos de níveis escolares mais básicos, o letramento acadêmico caracteriza os usos e as práticas sociais de linguagem que se produzem por meio da escrita, porém para fins específicos e no contexto universitário. O letramento acadêmico harmoniza-se com o modelo ideológico proposto por Street (1984) que defende o letramento como um mecanismo que ocorre na interação entre os processos internos do indivíduo e os processos socais, além de envolver ideologias individuais e cotidianas.
O letramento acadêmico está relacionado com as práticas de escrita dos gêneros que circulam no meio acadêmico como artigos, resenhas, resumos etc. Os alunos de um curso de graduação, por exemplo, precisarão desenvolver novas formas de escrita conforme as práticas discursivas desse contexto.

### Letramento escolar
Letramento escolar é a prática de leitura e escrita que ocorre no contexto institucional da escola e que perpassa os limites desse espaço através de sua materialização em variados eventos sociais em que cada sujeito está inserido conforme sua necessidade de se manifestar em tais eventos. Nucci (2003), ao trazer as reflexões de Kleiman (1995) e Soares (1998), aponta para o letramento acadêmico ou letramento escolar ao frisar a identificação pelo indivíduo do “elo entre as práticas de letramento na aula e as necessidades do uso da escrita no cotidiano” (NUCCI, 2003, p. 130), cujo elo seria proveniente do processo interativo professor-aluno na sala de aula.
O letramento escolar também está entrelaçado ao letramento em sua acepção mais convencional, pois este se trata do processo de aquisição de leitura e escrita e está relacionado a uma prática escolar em que se faz a decodificação da palavra. Soares (1998 apud NUCCI, 2003), enfatiza o papel da escola no sentido de desenvolver o processo de alfabetização, fazendo o letramento acontecer. Para a autora, “cabe à escola alfabetizar letrando” (NUCCI, 2003, p. 130), fenômeno que culmina no letramento escolar, uma vez que ele acontece dentro de um espaço sistematizado da sala de aula.
Nascimento e Zirondi (2009), ao enaltecer a alfabetização em uma concepção que privilegie o letramento escolar, afirma que “não há como pensar a alfabetização sem pensar em um processo maior de letramento escolar, em outras palavras, um processo de ‘letrar alfabetizando’” (NASCIMENTO e ZIRONDI, 2009, p. 250).
Batista (2010, p. 120) afirma que “letrar não equivale simplesmente a ensinar a ler e escrever, já que pressupõe criar condições para que os sujeitos possam se inserir, de maneira mais participativa e crítica na sociedade da qual fazem parte, qual seja, uma sociedade letrada”, assim é preciso levar em conta o contexto escolar em que os alunos estejam inseridos, bem como suas dificuldades com a escrita, procurando dar atenção às suas práticas de linguagem que favoreçam o desenvolvimento de leitura e escrita de forma mais crítica e reflexiva.
Faz-se necessário trazer para o contexto de sala de aula o conhecimento de mundo e, principalmente, o local que o sujeito carrega através de suas vivências extraescolares. Nesse sentido, Jordão (2007) afirma que “todo e qualquer conhecimento (inclusive e principalmente o local) deve ser considerado legítimo e importante” (JORDÃO, 2007, p. 28). Portanto, valorizar o entendimento de mundo e os conhecimentos de suas comunidades que os sujeitos trazem para a sala de aula é uma forma de abrir caminhos para desenvolver o letramento crítico dentro do processo de ensino-aprendizagem. Uma abordagem pedagógica nesses moldes permite que aconteça o fenômeno do letramento em suas várias faces, desde a sua acepção mais tradicional até ao letramento crítico, midiático, acadêmico.
Sobre a concepção de letramento crítico, dando um foco no letramento escolar e acadêmico, Kleiman (2010) salienta que “na esfera acadêmica, mantém-se que a adoção de uma concepção de letramento para ensinar acarreta uma compreensão ampla da língua escrita, de modo a incluir as práticas de ler e escrever da vida social.” (KLEIMAN, 2010, p. 379).
A nova concepção de letramento ultrapassa os liames da ideia de prática de linguagem que consiste na leitura e escrita do texto, ela está voltada para uma prática que deixa latentes valores críticos, sociais, culturais e ideológicos da realidade que circunda o sujeito.

### Letramento literário
Há ainda o letramento literário. A escola se constitui muitas vezes e por diversos motivos, como o espaço em que o estudante é apresentado à literatura e seus desdobramentos culturais. Pesquisas como a de Branchi e Alves (2022) testemunham a interferência positiva do ambiente escolar, mais especificamente dos professores e chamam atenção para a responsabilidade que eles têm na formação de alunos leitores. Assim, estar atento à condução das atividades de mediação de leitura que ocorrem nas escolas é de fundamental importância, pois assim como uma boa experiência pode formar leitores, uma experiência ruim pode afastá-los.